# John Ruddy
John Thomas Gordon Ruddy (St Ives, 24 ottobre 1986) è un calciatore inglese, portiere svincolato.

## Carriera

### Club
John Ruddy crebbe nel Cambridge United, che lo fece esordire nel calcio professionistico, in Football League 2, l'8 maggio 2004 in una partita con il Leyton Orient, in cui non subì gol e parò un rigore. Nella stagione 2004-2005 fu titolare, ma il campionato si concluse con la retrocessione della squadra in Conference National. Fu pertanto ceduto all'Everton.
A Liverpool ottenne una sola presenza, nel febbraio 2006, sostituendo Iain Turner nella gara vinta per 1-0 con il Blackburn. Infatti, Ruddy fu mandato diverse volte in prestito, tanto che prima dei ventun'anni aveva giocato per otto squadre.
Il 24 luglio 2009 fu ceduto in prestito agli scozzesi del Motherwell, dove fu titolare per tutta la stagione. Il 5 luglio 2010, Ruddy fu ceduto, con formula definitiva, al Norwich City squadra del Championship, il secondo livello del campionato inglese. Debuttò nella prima gara della stagione 2010-2011, in cui il Norwich fu battuto per 3-2 a Carrow Road dal Watford. Ruddy giocò 45 delle 46 partite totali ed i Canaries, grazie al secondo posto finale in campionato, furono promossi in Premier League. Fu riconfermato titolare anche in prima lega, dove esordì con il pareggio per 1-1 con il Wigan. Il Norwich terminò il campionato al dodicesimo posto. Il 2 maggio 2017 la squadra inglese comunicò l'intenzione di non rinnovare il contratto in scadenza del giocatore, lasciandolo così svincolato.
Il 10 luglio 2017 siglò un contratto biennale con il Wolverhampton.
Il 14 luglio 2022 si accasò al Birmingham City.
Il 1º luglio 2024 viene ingaggiato dal Newcastle Utd.

### Nazionale
Il 16 maggio 2012 Ruddy risultò nella lista dei convocati per gli Europei del 2012 della nazionale inglese, ma a causa di un infortunio non poté partecipare: lo sostituì Jack Butland. Esordì ugualmente in nazionale il 10 agosto seguente nella partita giocata a Berna e vinta per 2-1 con l'Italia, subentrando a Butland all'inizio del secondo tempo e non subendo gol.

## Statistiche

### Presenze e reti nei club
Statistiche aggiornate al 14 maggio 2019.
| Stagione                | Squadra                 | Campionato              | Campionato | Campionato | Coppe nazionali | Coppe nazionali | Coppe nazionali | Coppe continentali | Coppe continentali | Coppe continentali | Altre coppe | Altre coppe | Altre coppe | Totale | Totale |
| Stagione                | Squadra                 | Comp                    | Pres       | Reti       | Comp            | Pres            | Reti            | Comp               | Pres               | Reti               | Comp        | Pres        | Reti        | Pres   | Reti   |
| ----------------------- | ----------------------- | ----------------------- | ---------- | ---------- | --------------- | --------------- | --------------- | ------------------ | ------------------ | ------------------ | ----------- | ----------- | ----------- | ------ | ------ |
| 2004-2005               | Cambridge Utd           | FL2                     | 38         | -45        | FACup+CdL       | 0+1             | 0 + -1          | FLT                | 1                  | 0                  | -           | -           | -           | 40     | -46    |
| ago.-nov. 2005          | Walsall                 | FL1                     | 5          | -8         | FACup+CdL       | 0+0             | 0+0             | -                  | 0                  | 0                  | -           | -           | -           | 5      | -8     |
| nov.-dic. 2005          | Rushden & Diamonds      | FL2                     | 3          | -5         | FACup+CdL       | 0+0             | 0+0             | FLT                | 1                  | -4                 | -           | -           | -           | 4      | -9     |
| dic. 2005-gen. 2006     | Chester City            | FL2                     | 4          | -5         | FACup+CdL       | 0+0             | 0+0             | FLT                | 0                  | 0                  | -           | -           | -           | 4      | -5     |
| feb.-giu. 2006          | Everton                 | PL                      | 1          | 0          | FACup+CdL       | 0+0             | 0+0             | -                  | -                  | -                  | -           | -           | -           | 1      | 0      |
| 2006-gen. 2007          | Stockport County        | FL2                     | 11         | -8         | FACup+CdL       | 0+0             | 0+0             | -                  | 0                  | 0                  | -           | -           | -           | 11     | -8     |
| gen.-apr. 2007          | Wrexham                 | FL2                     | 5          | -9         | FACup+CdL       | 0+0             | 0+0             | -                  | 0                  | 0                  | -           | -           | -           | 5      | -9     |
| apr. 2007               | Bristol City            | FL1                     | 1          | -1         | FACup+CdL       | 0+0             | 0+0             | -                  | 0                  | 0                  | -           | -           | -           | 1      | -1     |
| apr.-giu. 2007          | Everton                 | PL                      | 0          | 0          | FACup+CdL       | 0               | 0               | -                  | -                  | -                  | -           | -           | -           | 0      | 0      |
| 2007-gen. 2008          | Everton                 | PL                      | 0          | 0          | FACup+CdL       | 0               | 0               | CU                 | 0                  | 0                  | -           | -           | -           | 0      | 0      |
| feb.-giu. 2008          | Stockport County        | FL2                     | 12+1       | -7 + -1    | FACup+CdL       | -               | -               | -                  | -                  | -                  | FLT         | -           | -           | 13     | -8     |
| Totale Stockport County | Totale Stockport County | Totale Stockport County | 24         | -16        |                 | 0               | 0               |                    | 0                  | 0                  |             | -           | -           | 24     | -16    |
| 2008-gen. 2009          | Everton                 | PL                      | 0          | 0          | FACup+CdL       | 0               | 0               | CU                 | 0                  | 0                  | -           | -           | -           | 0      | 0      |
| Totale Everton          | Totale Everton          | Totale Everton          | 1          | 0          |                 | 0               | 0               |                    | 0                  | 0                  |             | -           | -           | 1      | 0      |
| gen.-giu. 2009          | Crewe Alexandra         | FL1                     | 19         | -21        | FACup+CdL       | -               | -               | -                  | -                  | -                  | FLT         | -           | -           | 19     | -21    |
| 2009-2010               | Motherwell              | SPL                     | 34         | -47        | SC+CdL          | 1+2             | -2 + -5         | UEL                | 2                  | -6                 | -           | -           | -           | 39     | -60    |
| 2010-2011               | Norwich City            | FLC                     | 45         | -57        | FACup+CdL       | 0+1             | -1              | -                  | -                  | -                  | -           | -           | -           | 46     | -58    |
| 2011-2012               | Norwich City            | PL                      | 36         | -57        | FACup+CdL       | 0+0             | 0               | -                  | -                  | -                  | -           | -           | -           | 36     | -57    |
| 2012-2013               | Norwich City            | PL                      | 15         | -21        | FACup+CdL       | 0+0             | 0               | -                  | -                  | -                  | -           | -           | -           | 15     | -21    |
| 2013-2014               | Norwich City            | PL                      | 38         | -62        | FACup+CdL       | 0+0             | 0               | -                  | -                  | -                  | -           | -           | -           | 38     | -62    |
| 2014-2015               | Norwich City            | FLC                     | 46+3       | -48 + -2   | FACup+CdL       | 1+0             | -2              | -                  | -                  | -                  | -           | -           | -           | 50     | -52    |
| 2015-2016               | Norwich City            | PL                      | 27         | -44        | FACup+CdL       | 1+0             | -3              | -                  | -                  | -                  | -           | -           | -           | 28     | -47    |
| 2016-2017               | Norwich City            | FLC                     | 27         | -35        | FACup+CdL       | 0+2             | -2              | -                  | -                  | -                  | -           | -           | -           | 29     | -37    |
| Totale Norwich City     | Totale Norwich City     | Totale Norwich City     | 235+3      | -324 + -2  |                 | 5               | -8              |                    | -                  | -                  |             | -           | -           | 243    | -334   |
| 2017-2018               | Wolverhampton           | FLC                     | 45         | -36        | FACup+CdL       | 0+0             | 0               | -                  | -                  | -                  | -           | -           | -           | 45     | -36    |
| 2018-2019               | Wolverhampton           | PL                      | 1          | 0          | FACup+CdL       | 6+2             | -9+0            | -                  | -                  | -                  | -           | -           | -           | 9      | -9     |
| 2019-2020               | Wolverhampton           | PL                      | 0          | 0          | FACup+CdL       | 2+2             | -1 + -3         | UEL                | 2                  | 0                  | -           | -           | -           | 6      | -4     |
| 2020-2021               | Wolverhampton           | PL                      | 2          | -1         | FACup+CdL       | 3+1             | -2 + -1         | -                  | -                  | -                  | FLT         | 2           | -2          | 8      | -6     |
| 2021-2022               | Wolverhampton           | PL                      | 2          | -3         | FACup+CdL       | 2+2             | -1 + -2         | -                  | -                  | -                  | FLT         | 1           | -3          | 7      | -9     |
| Totale Wolverhampton    | Totale Wolverhampton    | Totale Wolverhampton    | 50         | -40        |                 | 20              | -19             |                    | 2                  | 0                  |             | 3           | -5          | 75     | -64    |
| 2022-2023               | Birmingham City         | FLC                     | 43         | -53        | FACup+CdL       | 0+0             | 0+0             | -                  | -                  | -                  | -           | -           | -           | 43     | -53    |
| 2023-2024               | Birmingham City         | FLC                     | 44         | -62        | FACup+CdL       | 2+0             | -4 + 0          | -                  | -                  | -                  | -           | -           | -           | 46     | -66    |
| Totale Birmingham City  | Totale Birmingham City  | Totale Birmingham City  | 87         | -115       |                 | 2               | -4              |                    | -                  | -                  |             | -           | -           | 89     | -119   |
| 2024-2025               | Newcastle Utd           | PL                      | 0          | 0          | FACup+CdL       | 0+0             | 0+0             | -                  | -                  | -                  | -           | -           | -           | 0      | 0      |
| Totale carriera         | Totale carriera         | Totale carriera         | 508        | -638       |                 | 31              | -39             |                    | 4                  | -6                 |             | 5           | -9          | 548    | -692   |

### Cronologia presenze e reti in nazionale
| Cronologia completa delle presenze e delle reti in nazionale ― Inghilterra | Cronologia completa delle presenze e delle reti in nazionale ― Inghilterra | Cronologia completa delle presenze e delle reti in nazionale ― Inghilterra | Cronologia completa delle presenze e delle reti in nazionale ― Inghilterra | Cronologia completa delle presenze e delle reti in nazionale ― Inghilterra | Cronologia completa delle presenze e delle reti in nazionale ― Inghilterra | Cronologia completa delle presenze e delle reti in nazionale ― Inghilterra | Cronologia completa delle presenze e delle reti in nazionale ― Inghilterra |
| Data                                                                       | Città                                                                      | In casa                                                                    | Risultato                                                                  | Ospiti                                                                     | Competizione                                                               | Reti                                                                       | Note                                                                       |
| -------------------------------------------------------------------------- | -------------------------------------------------------------------------- | -------------------------------------------------------------------------- | -------------------------------------------------------------------------- | -------------------------------------------------------------------------- | -------------------------------------------------------------------------- | -------------------------------------------------------------------------- | -------------------------------------------------------------------------- |
| 15-8-2012                                                                  | Berna                                                                      | Inghilterra                                                                | 2 – 1                                                                      | Italia                                                                     | Amichevole                                                                 | -                                                                          | 46’                                                                        |
| Totale                                                                     |                                                                            | Presenze                                                                   | 1                                                                          |                                                                            | Reti                                                                       | -0                                                                         |                                                                            |

## Palmarès
- Campionato inglese di seconda divisione: 1

Wolverhampton: 2017-2018
- Coppa di Lega inglese: 1

Newcastle: 2024-2025